# سپیده معافی
سپیده معافی (زادهٔ ۱۸ سپتامبر ۱۹۸۵) بازیگر ایرانی-آمریکایی است. 
والدین او پس از انقلاب ۱۳۵۷ ایران مجبور به ترک این کشور شدند و پس از مدتی اقامت در ترکیه، به آلمان رفتند. معافی در یکی از اردوگاه‌های پناهجویان در آلمان متولد شد، و پس از چندی همراه با خانواده به آمریکا مهاجرت کرد. او در حال حاضر ساکن لس آنجلس و شهروند  ایالات متحده آمریکا است، و فعالیت‌های هنری خود را در این شهر ادامه می‌دهد.
معافی دانش‌آموختهٔ کنسرواتوار موسیقی سانفرانسیسکو است و در سال ۲۰۰۷ از این مرکز آموزشی فارغ‌التحصیل شد. وی سپس در رشتهٔ بازیگری در دانشگاه کالیفرنیا، ارواین به تحصیل پرداخت و در سال ۲۰۱۳ با مدرک کارشناسی ارشد از این دانشگاه فارغ‌التحصیل شد.

## گزیدهٔ فیلم‌شناسی

### سینما
- وایولت مجرد است (۲۰۱۰)
- منطقه ممنوعه (۲۰۱۴)
- ساقدوشِ ازهمه‌جا بی‌خبر (۲۰۱۴)
- تجسس: حقیقت همیشه نمایان می‌شود (۲۰۱۷)
- تدارکات (فیلم کوتاه، ۲۰۱۸)
- کشتن دو عاشق (۲۰۲۱)

### تلویزیون
- نجیب‌زادگان (۲۰۱۳)
- همسر خوب (۲۰۱۴)
- فور اِوِر (۲۰۱۵)
- فهرست سیاه (۲۰۱۵)
- نامحدود (۲۰۱۵)
- ابتدایی (۲۰۱۶)
- دوس (۲۰۱۹–۲۰۱۷)
- پرنده سیاه (۲۰۲۲)
- L world generation q (2021)